# Atuna cordata
Atuna cordata là một loài thực vật thuộc họ Chrysobalanaceae. Đây là loài đặc hữu của Malaysia.